# Бюхель, Кристоф
Кристоф Бюхель (Christoph Büchel, 1966, Базель, Швейцария) — современный швейцарский художник, известен своими концептуальными проектами и масштабными инсталляциями. «Hole» в Кунстхалле Базель (2005); «Simply Botiful» в Hauser & Wirth Coppermill, Лондон (2006-07); «Dump» в Пале де Токио (Palais de Tokyo), Париж (2008) — некоторые из его признанных масштабных работ.

## Творчество

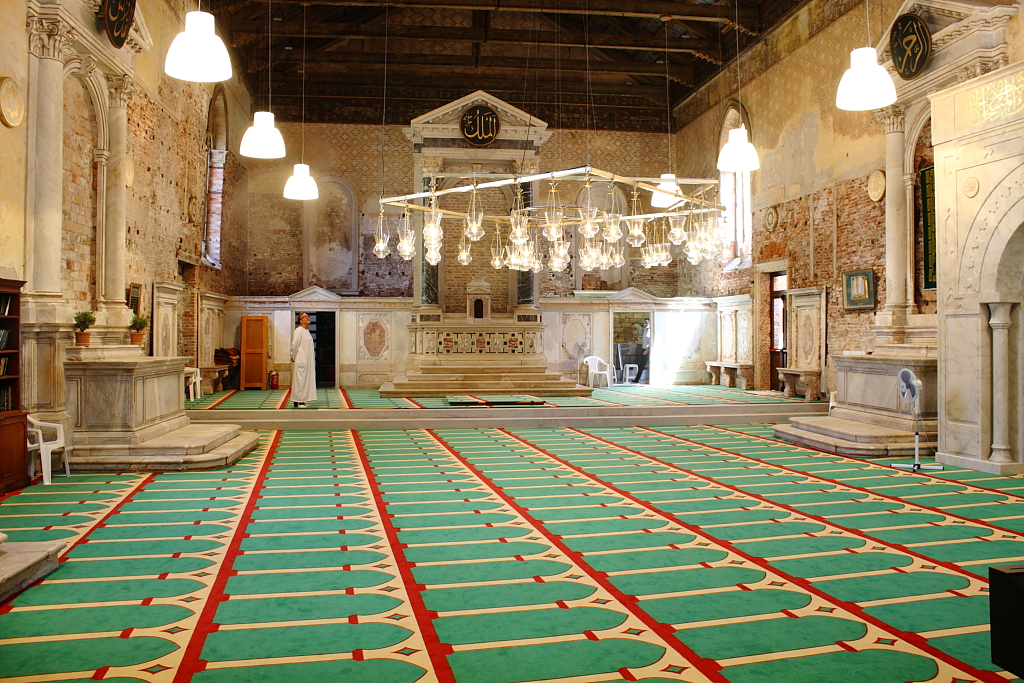
The Mosque (Венецианская биеннале, 2015)

Комплексные инсталляции Бюхеля часто побуждают зрителей участвовать в тяжелых с физической и психологической точки зрения сценариях. Художник исследует неустойчивые отношения между безопасностью и вторжением, помещая посетителей в противоречивые роли жертвы и вуайериста. В Кунстхалле Базель Бюхель создал заполняющую комнату инсталляцию, озаглавленную «Hole», которая трансформировала тщательно отреставрированную историческую часть здания с красивыми пропорциями в нечто вроде промышленного вида сортировочной станции и мастерской. Чтобы попасть в инсталляцию, посетители должны подняться на лифте из фойе. Зрители, вынужденные перемещаться через маленькие комнаты, соединенные суженными проходами и крутыми лестницами, могли увидеть, помимо прочего, зал ожидания, комнату психотерапевта («Shrink Room») и большой шатер. Эти пространства служили для представления различных состояний ума. «Shrink Room» — место духовной переработки. Здесь прошлое должно быть освобождено, репрессированное психологическое содержание должно быть обнаружено в ходе анализа. В соседней палатке останки взорванного туристического автобуса рассортированы по столам и полкам, напоминая комнату с доказательствами преступления. Порой неузнаваемые после взрыва части автобуса разложены на полу или смонтированы на стальной раме в форме автобуса. Подобная реконструкция проводится после каждой авиакатастрофы. Эксперты тратят месяцы, исследуя обломки. Навязчивая забота к деталям выявляет попытку тотального контроля над непонятными и бурными событиями, которые ломают социальный порядок, такие как стихийные бедствия и террористические акты, отражая состояние социальной паранойи. Эти фиктивные, но очень правдоподобные энвайронменты — комнаты внутри комнат — тщательно сконструированы таким образом, что институциональные рамки музея и галереи исчезают.
Действуя как одержимый сценограф, Бюхель трансформировал пространство приобретенных галереей Hauser & Wirth складских помещений в лондонском Ист-Энде в энвайронмент «Simply Botiful» (2006). Впечатляющая по своим масштабам комплексная инсталляция напоминала дешевый отель, лагерь, бордель и импортно-экспортный магазин одновременно. Посетители должны были пробираться по грязным туннелям и карабкаться по лестницам, чтобы обнаружить пространства, хранящие следы стремления к побегу от страшной реальности мнимых жителей, посредством религиозной трансцендентности, порнографических фантазий, экстремистской идеологии.
Во многих работах Бюхеля присутствует институциональная критика. Его работа для Манифесты, «Invite Yourself» (2002), состояла из выставленного на продажу на интернет-аукционе e-bay места художника на выставке. Во время демонстрации «Capital Affair» (2002), весь бюджет выставки был обещан посетителю галереи, который сможет найти чек, спрятанный внутри выставочного пространства. Произведение «Home» (2009), выставленное в галерее Hauser & Wirth, состояло из набора ключей к базельской квартире художника. Покупателю произведения обещался пожизненный доступ в квартиру художника, вне зависимости от того, находится там сам Бюхель или нет. Выглядящий как случайно уроненный бумажник на полу, «Wallet» (2009) являл собой собственный, с кредитными карточками, удостоверениями личности и водительскими правами, приклеенный к полу кошелек художника. В случае покупки этого произведения, кошелек должен был быть отклеен, а действие кредитных карточек отменено.
Художник берет противоречия и неравенство идеологических сил доминирующего общества сегодня (глобальный капитализм, беспринципное потребление, религиозный консерватизм, американская гегемония) и находит способы через свою работу высмеивать, демистифицировать эти силы.

## Образование
- Университет искусства и дизайна, Базель (1986—1989)
- Cooper Union School of Art, Нью-Йорк (1989—1990)
- Kunstakademie Düsseldorf (1992—1997)

## Персональные выставки
| - 2010 Tramway, Глазго, Шотландия - 2010 Secession, Вена, Австрия - 2008 Kunsthalle Fridericianum, «Deutsche Grammatik», Кассель, Германия - 2008 Palais de Tokyo, «Superdome», Париж, Франция - 2007 Museum für Gegenwartskunst, «Tribunal», Базель, Швейцария - 2006 Hauser & Wirth Coppermill, «Simply Botiful», Лондон, Англия - 2006 Galerie La belle de Friche, «Conquest of Paradise», Sextant et plus, Марсель, Франция - 2006 Reg Vardy Gallery, Сандерленд, Англия - 2006 Mass MoCA (Массачусетский музей современного искусства), «Training Ground for Democracy», Норт Адамс - 2005 Kunsthalle Basel, «Hole», Швейцария - 2004 MNAC (Национальный музей современного искусства), Palace of the People, «Under Destruction», Бухарест, Румыния - 2004 Centre Culturel Suisse, «Guantanamo Initiative», Париж, Франция | - 2004 Kunstverein Freiburg, «Close Quarters», Германия - 2004 Swiss Institute, «Private Territories», Нью-Йорк - 2004 Art Basel Miami Beach, "Guantanamo Initiative2, Майами - 2004 MAMCO (Musée d’Art Moderne et Contemporain), «I like Switzerland and Switzerland likes me (waiting for C.)», Женева, Швейцария - 2003 Museum am Abteiberg, «Haus der Erholung», Менхенгладбах, Германия - 2003 Wrong Gallery, Нью-Йорк - 2003 Los Angeles Contemporary Exhibitions, Лос-Анджелес - 2003 MAMCO (Musée d’Art Moderne et Contemporain), Женева, Швейцария - 2002 Spala Gallery, Прага, Чешская Республика - 2002 Haus der Kunst, «Shelter», Мюнхен, Германия - 2002 Galerie Susanna Kulli, Санкт-Галлен, Швейцария - 2002 Galerie Krupp, Базель, Швейцария - 2002 Kunstmuseum Thun, ‘Cadeaux diplomatiques’, Швейцария - 2002 O.K.-Centrum für Gegenwartskunst, ‘Shelter II’, Линц, Австрия | - 2002 Helmhaus Zürich, ‘Capital Affair’, Цюрих, Швейцария - 2001 Maccarone Inc., Нью-Йорк - 2001 Galerie Susanna Kulli, Санкт-Галлен, Швейцария - 2000 Kunstmuseum, Санкт-Галлен, Швейцария - 2000 Musée Jurassien des Arts, «denn sie wissen nicht, was sie tun», Муте, Швейцария - 2000 Centre d’art contemporain, Женева, Швейцария - 1999 Ausstellungsraum Goethestrasse, «Alles wird gut», Оффенбах, Германия - 1999 Kunsthalle Санкт-Галлен, Швейцария - 1999 «Homeless Depot, four walls», Сан-Франциско - 1998 TBA Exhibition Space, «Home Affairs», Чикаго - 1998 Galerie Skopia, «SERVICE PUBLIC», Женева, Швейцария - 1998 Kunsthalle Basel, «Home Channel», Швейцария - 1997 Kaskadenkondensator, Базель, Швейцария - 1994 Useum Home System, Eiskellerstrasse 1, Дюссельдорф, Германия - 1995 «Merci, Danke, Thank you», Базель, Швейцария - 1990 Museum d.d.d., Hoboken NJ |